# Gás de síntese
Gás de síntese - também chamado Syngas (do inglês Synthesis-gas) - é uma mistura combustível de gases que contém hidrogênio (H2) e monóxido de carbono (CO). É produzida a partir de processos de gaseificação, ou seja, da combustão incompleta de materiais carbonáceos.  Utiliza-se, por exemplo, madeira, carvão ou outros combustíveis, geralmente ricos em carbono, usando oxigênio insuficiente para a queima completa e (em alguns casos) vapor de água. Dependendo das matérias-primas usadas, os gases gerados também são conhecidos como: gás de madeira, gás de cidade ("gás de carvão"), gás de água e, por seu baixo nível calorífico, "gás pobre".

## História

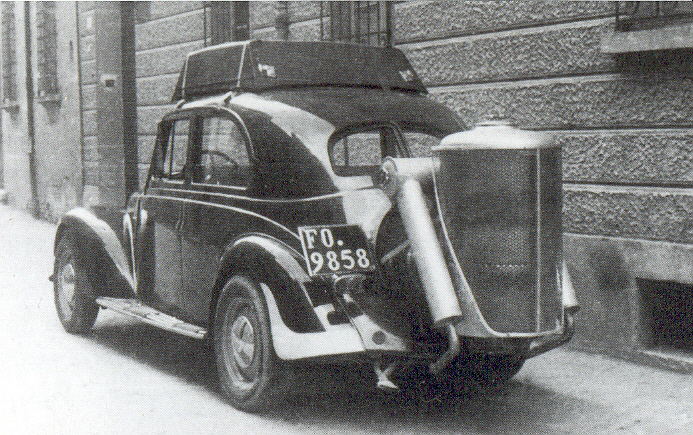
Carro movido a gás de síntese.

O aparelho para a produção deste gás, o gasogênio, foi inventado nos anos 1920 pelo francês Georges Imbert.
A produção de gás de síntese tem maior importância histórica em períodos de escassez energética. Foi empregada em diferentes regiões do mundo, com intuito de produzir estrategicamente combustíveis aptos ao uso em motores de combustão interna e turbinas a gás.
Por exemplo, durante a Segunda Guerra Mundial, houve dificuldade de importação de petróleo principalmente pela Alemanha, devido a restrições de comércio marítimo. Foram usados muitos equipamentos embarcados nos próprios veículos, permitindo produzir gás de síntese e alimentar motores de automóveis e tratores, ficando num reboque e consumindo principalmente madeira.
No Brasil, nesta mesma época, a dificuldade na importação do petróleo causou  racionamento de gasolina. Esta era destinada principalmente a táxis e veículos oficiais.  O gás de síntese tornou-se então a única opção para muitos veículos de passeio particulares. Seu uso era incentivado pelo governo.

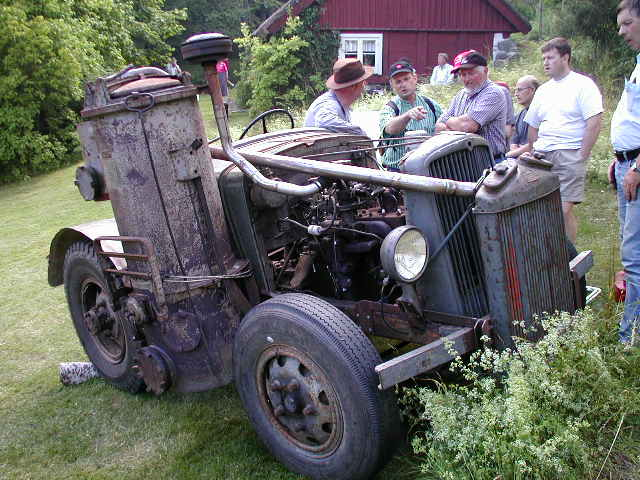
Trator equipado com um gasogênio e movido a gás de síntese.

A partir da década de 1990, a produção de gás de síntese passou a receber novo destaque devido a novos tipos de plantas de geração de energia elétrica, que envolvem gaseificação integrada a ciclo combinado. Esta configuração produz gás de síntese e alimenta turbinas a gás que, por sua vez, rejeitam calor. Este calor faz funcionar caldeiras a vapor que movimentam turbinas a vapor, gerando outra parcela de energia elétrica.

## Produção
O gás de síntese é produzido, por exemplo, a partir de resíduos agrícolas (biomassa) e carvão, em usinas para geração de energia elétrica. Industrialmente, usa-se o oxigênio e/ou ar para queima, adicionando-se também vapor de água em alguns casos, que reage com o material aquecido a ~700°C reduzindo a parcela de monóxido de carbono e ampliando a parcela de hidrogênio.
 2C + O2 ⇌ 2CO + 58 000 cal por mol (44g).
 C + O2 ⇌ CO2 + 97 000 cal por mol.
 2CO + O2 ⇌ 2CO2 + 136 000 cal por mol.
 CO2 + C ⇌ 2CO - 38 000 cal por mol.
Quando vapor de água é injetado no ar de combustão, tem suas moléculas "quebradas" térmicamente (ver: reação de mudança do vapor de água). Tal reação produz grandes quantidades de hidrogênio obtendo-se misturas gasosas com as seguintes composições:
 C + H2O ⇌ CO + H2 ⇌ - 28 000 cal por mol.
 C + 2H2O ⇌ CO2 + 2H2 - 18 000 cal por mol.
 CO + H2O ⇌ CO2 + H2 + 9 400 cal por mol.

## Usos e aplicações
O gás de síntese é um gás intermediário na indústria química. Pode ser empregado na produção de plásticos, usado diretamente como combustível ou transformado em combustíveis líquidos como o etanol.
É utilizado na produção de hidrogênio, por meio de um processo de purificação chamado Reação de mudança do vapor de água (RMV), que pode ser usado como combustível ou insumo. Tmabém é utilizado na produção de vários compostos como, metanol, dimetil-éter (DME, um tipo de biodiesel), combustíveis líquidos Fischer-Tropsch, e amônia (NH3). É empregado principalmente nas industrias de fertilizantes e petroquímica.
O gás de síntese pode ser utilizado na combustão direta, para gerar calor e eletricidade, funcionando como combustível em turbinas a gás ou motores a combustão interna, sendo uma fonte de energia versátil e mais limpa, em comparação com algumas formas tradicionais de combustíveis fósseis.